# Herb Rychtala

Herb gminy Rychtal w latach 1996–2019

Herb Rychtala – jeden z symboli miasta i gminy Rychtal, ustanowiony 2 lipca 1996, ze zmianą 25 października 2019.

## Wygląd i symbolika
Herb przedstawia na tarczy w polu błękitnym srebrnego barana zwróconego w lewo z głową zwróconą w prawo, ze złotą aureolą wokół głowy, dzierżący złoty drzewiec zwieńczony krzyżem, ze srebrna chorągwią z czerwonym krzyżem. Baran wspięty na zielonym wzgórzu. Jest to historyczny herb miasta.